# Diómedes Núñez
Diómedes Núñez ist ein dominikanischer Merenguesänger.
Núñez besuchte ab dem elften Lebensjahr das Conservatorio Nacional de Música und studierte dort Trompete und Harmonielehre, daneben nahm er privaten Gesangsunterricht. Sechzehnjährig wurde er Trompeter im Orchester von Alex Bueno, daneben trat er erfolgreich mit Merenguegruppen seines Landes auf. Nach zwei Jahren wechselte er zum Orchester von Sergio Vargas. Die Merengue Balsié, die er mit diesem Orchester aufnahm, wurde zu einem Klassiker des Genres in der Dominikanischen Republik, die bei allen wichtigen Festen und Feiern gespielt wurde.
Er wechselte dann zu Dioni Fernández und seiner Gruppe El Equipo, mit der er Titel wie La Lloré und Pum, Pum aufnahm. Als Solosänger im Orchester Ramón Orlandos sang er populäre Titel wie Mi Locura, Bomba Cara und Bon Bon. 1993 gründete er schließlich ein eigenes Orchester, El Grupo Mío, mit dem er die Alben Esto se encendió, Esto e pa hombre, Salvaje, Ya empezó la fiesta und Diómedes el artista aufnahm. 2003 wurde er für die Premios Casandra in den Kategorien Orchester und Konzert des Jahres nominiert.